# Sainte-Enimie

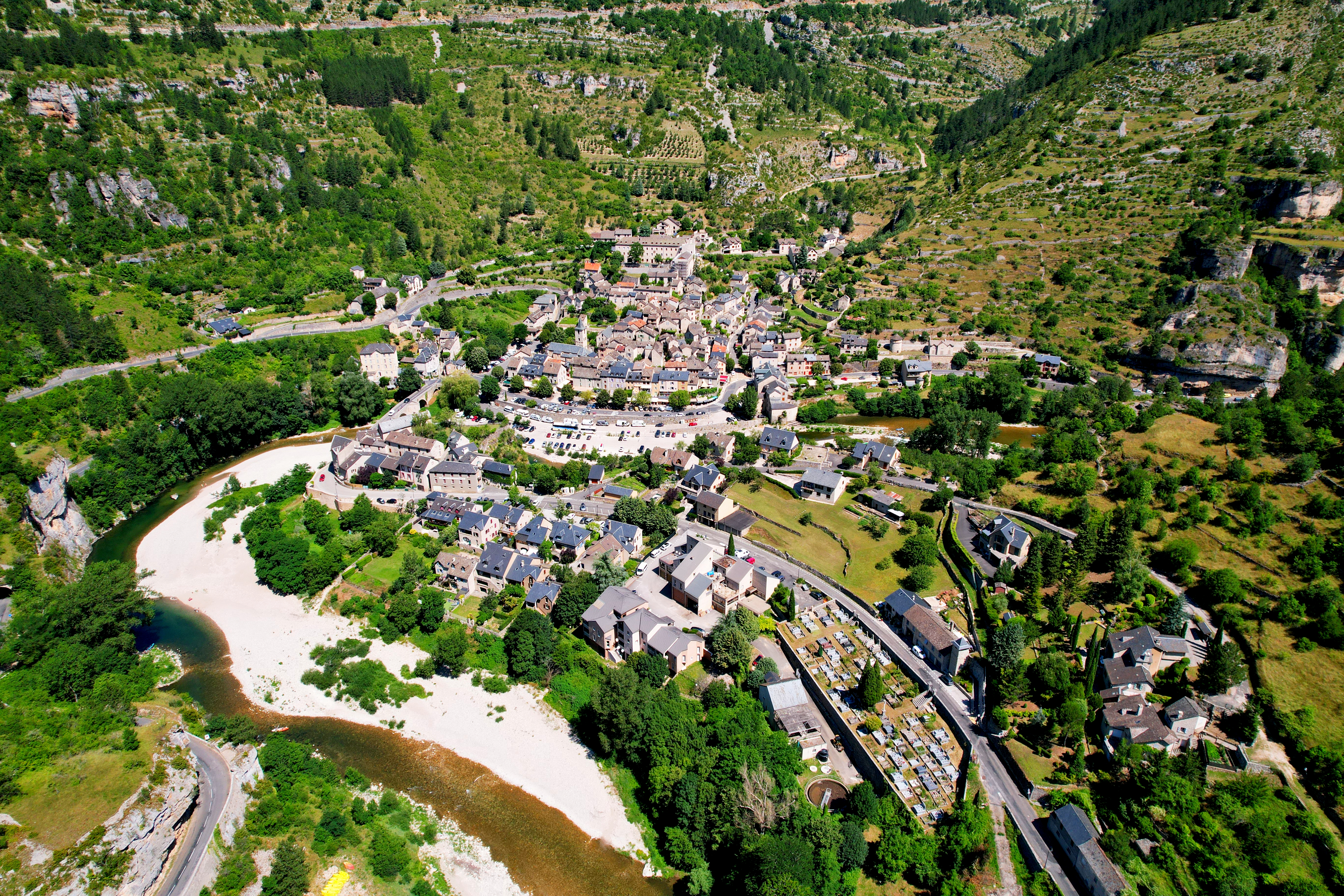
Vue aérienne de Sainte Enimie

Sainte-Enimie est une ancienne commune française située dans le département de la Lozère, en région Occitanie. Elle est intégrée en 2017 à la commune nouvelle de Gorges du Tarn Causses.
Située dans les gorges du Tarn, le village de Sainte-Enimie est adhérent à l'association des plus beaux villages de France.

## Géographie
La commune de Sainte-Enimie est située dans le grand site classé des gorges du Tarn, de la Jonte et des Causses, dans le sud-ouest du Gévaudan. Ce village a été classé le dix-huitième Village préféré des Français en 2014 parmi les 21 autres villages présents dans la compétition.

### Relief

La région des Causses en Lozère.

Le village est disposé sur le flanc du causse de Sauveterre, que la commune englobe en grande partie. Les communes voisines sont : au nord Chanac et Balsièges ainsi qu'une partie du Valdonnez (Saint-Bauzile), à l'est sur les gorges du Tarn (Ispagnac, Quézac et Montbrun), au sud de l'autre côté du Tarn Hures-la-Parade et à l'ouest Mas-Saint-Chély et Laval-du-Tarn.
Entre le causse Sauveterre au nord et le causse Méjean au sud, deux plateaux d'altitude moyenne supérieure à 1 000 m, le Tarn s'écoule dans de grandioses gorges. Ses rives sont couvertes par la forêt domaniale des gorges du Tarn.

### Communes limitrophes
| Chanac        | Balsièges       | Saint-Bauzile                             |
| Laval-du-Tarn | Sainte-Enimie   | Ispagnac, Quézac (Gorges du Tarn Causses) |
| La Malène     | Mas-Saint-Chély | Montbrun (Gorges du Tarn Causses)         |

### Les autres villages de la commune
L'ancienne commune de Sainte-Enimie regroupait plusieurs autres villages, dont l'histoire est assez proche de celle de Sainte-Enimie. Ceux de ces villages qui se trouvent dans les gorges du Tarn ont souvent la particularité de posséder un château encore visible (bien que souvent en ruines). Alors que les autres, sur le causse de Sauveterre, ont la particularité d'avoir gardé leurs fonctions de fermes, principalement ovines.

#### Castelbouc

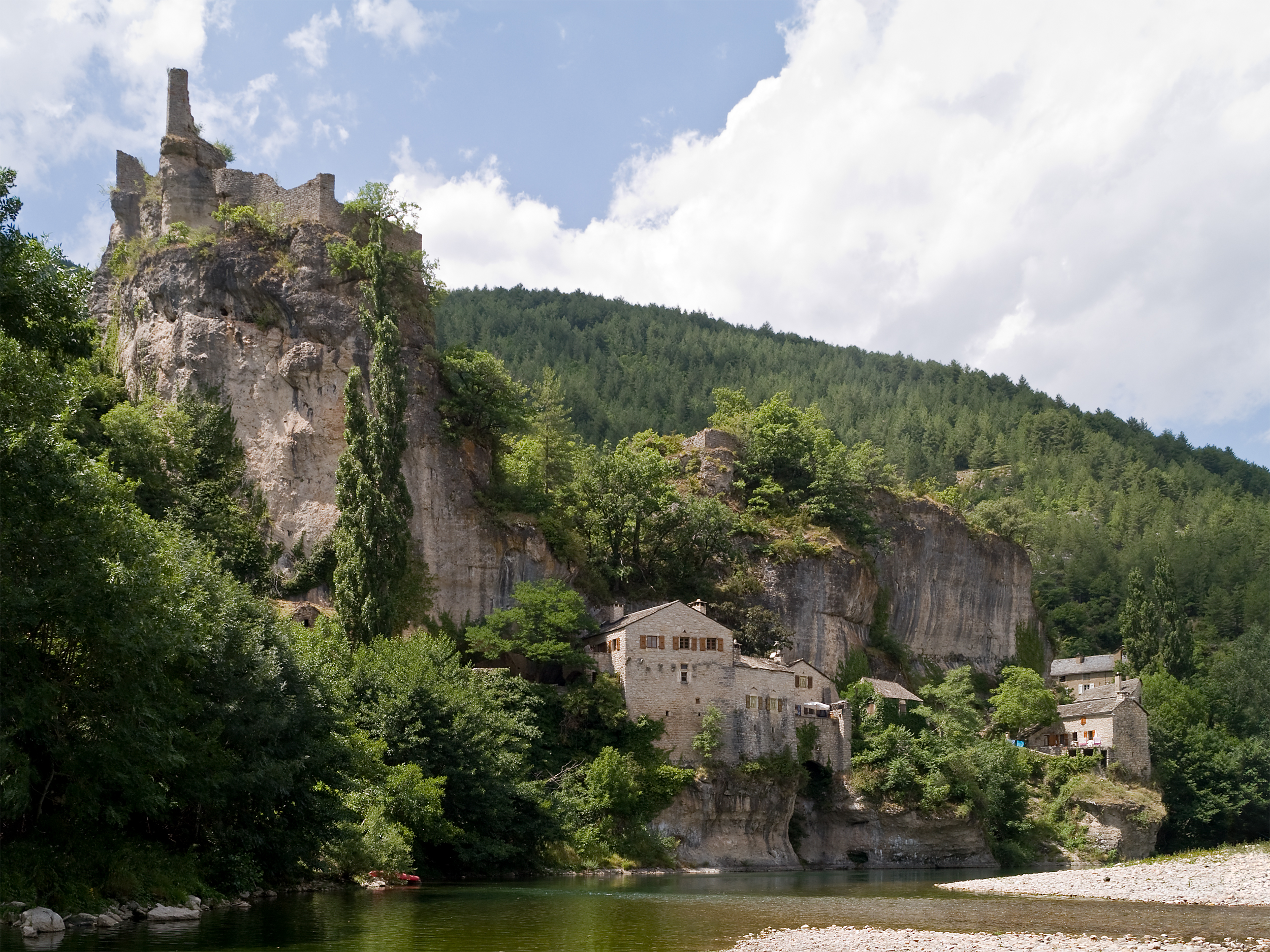
Vue de Castelbouc et du château.

Le village de Castelbouc est un village troglodytique sur la rive gauche du Tarn. Au sommet du piton rocheux sur lequel sont attachées les maisons, on retrouve les ruines du château médiéval de Castelbouc, détruit en 1592 sur ordre des États du Gévaudan, afin qu'il ne puisse pas servir de refuge aux Protestants durant les guerres de religion.
Une légende est liée au château. Du temps des Croisades, tous les hommes seraient partis guerroyer, sauf le seigneur de Castelbouc. La légende raconte qu'il aurait dû contenter toutes les femmes du village, en manque d'homme, et qu'il en serait mort d'épuisement. Le soir venu, son fantôme en forme de bouc aurait survolé le château, donnant son nom au lieu.
Une grotte de Castelbouc renferme deux espèces de mollusques endémiques : Bythinella bouloti et Bythinella galerae.
Le plafond d'une autre grotte, 500 m en dessous du causse Méjean, conserve les empreintes de pieds de trois dinosaures, sans doute des Titanosauriformes, datées du Bathonien (168–166 Ma). Les empreintes, qui atteignent 1,25 m de diamètre, sont en relief : les dinosaures, sans doute hauts d'au moins 2,5 m à la hanche, ont dû laisser leurs empreintes (en creux) sur une plage argileuse, qui a ensuite été recouverte par des dépôts carbonatés. Par la suite ces dépôts ont formé une strate calcaire très résistante, tandis qu'après la surrection alpine les eaux souterraines ont emporté les argiles par-dessous,.
Livre:  "Castelbouc1507-1920 les Gorges du Tarn en Mémoires"
Claude-Jean Dufour.2021 Ed. L'Harmattan.
```
(
ISBN
 
9782343210469
)
```

#### Champerboux
Le hameau de Champerboux se situe sur le causse de Sauveterre.
La zone naturelle d'intérêt écologique, faunistique et floristique « Pelouses de la Plone » s'étend sur 248 hectares au nord du hameau. Elle vise notamment à inventorier les populations d'Apollon, une espèce de papillon souffrant de la disparition des zones de pelouses.

Une course pédestre annuelle, le « Trail des mouflons », est organisée depuis 2005 par une association locale. En 2013, le parcours faisait 14 km.

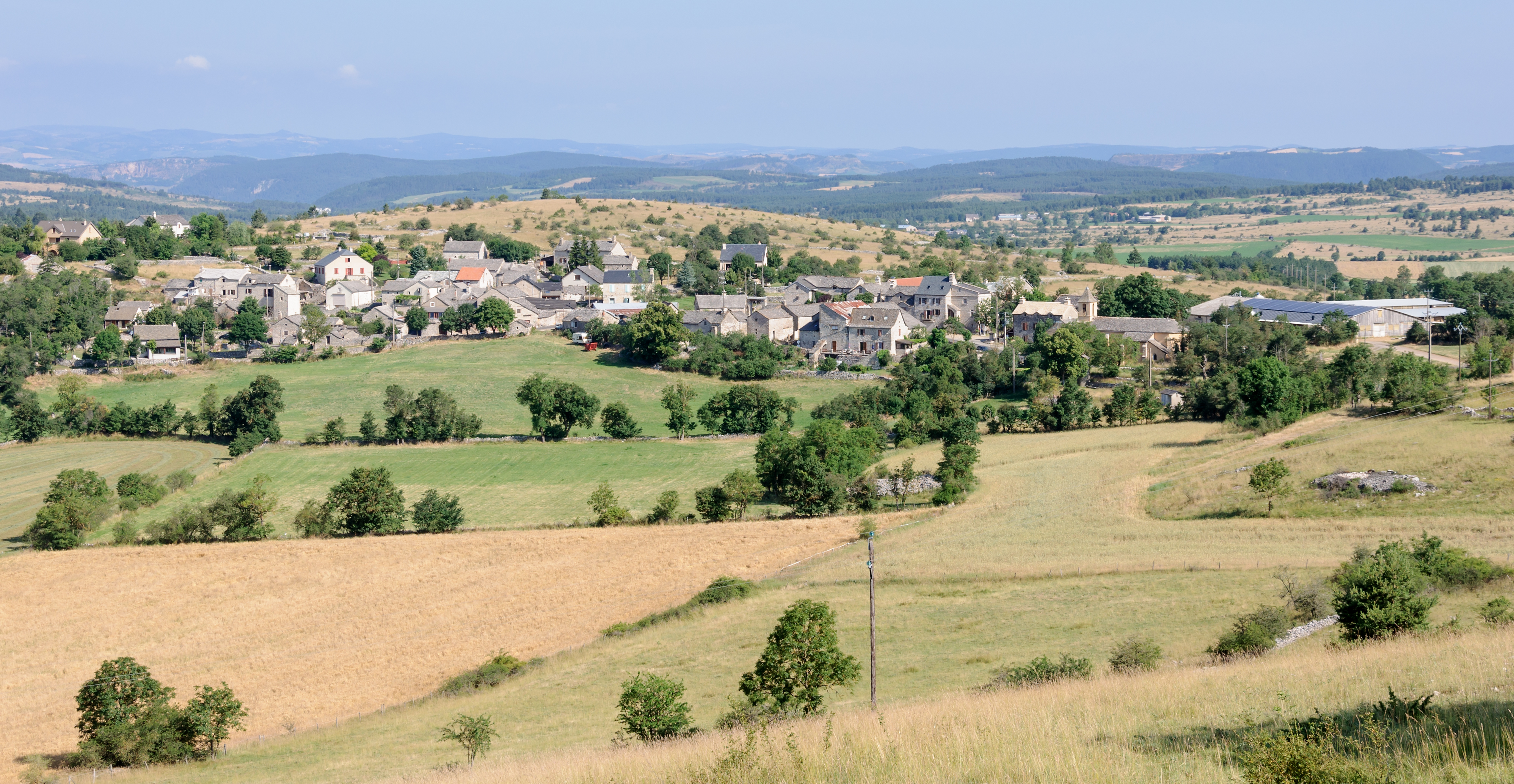
Vue de Champerboux sur le causse de Sauveterre.

#### Prades

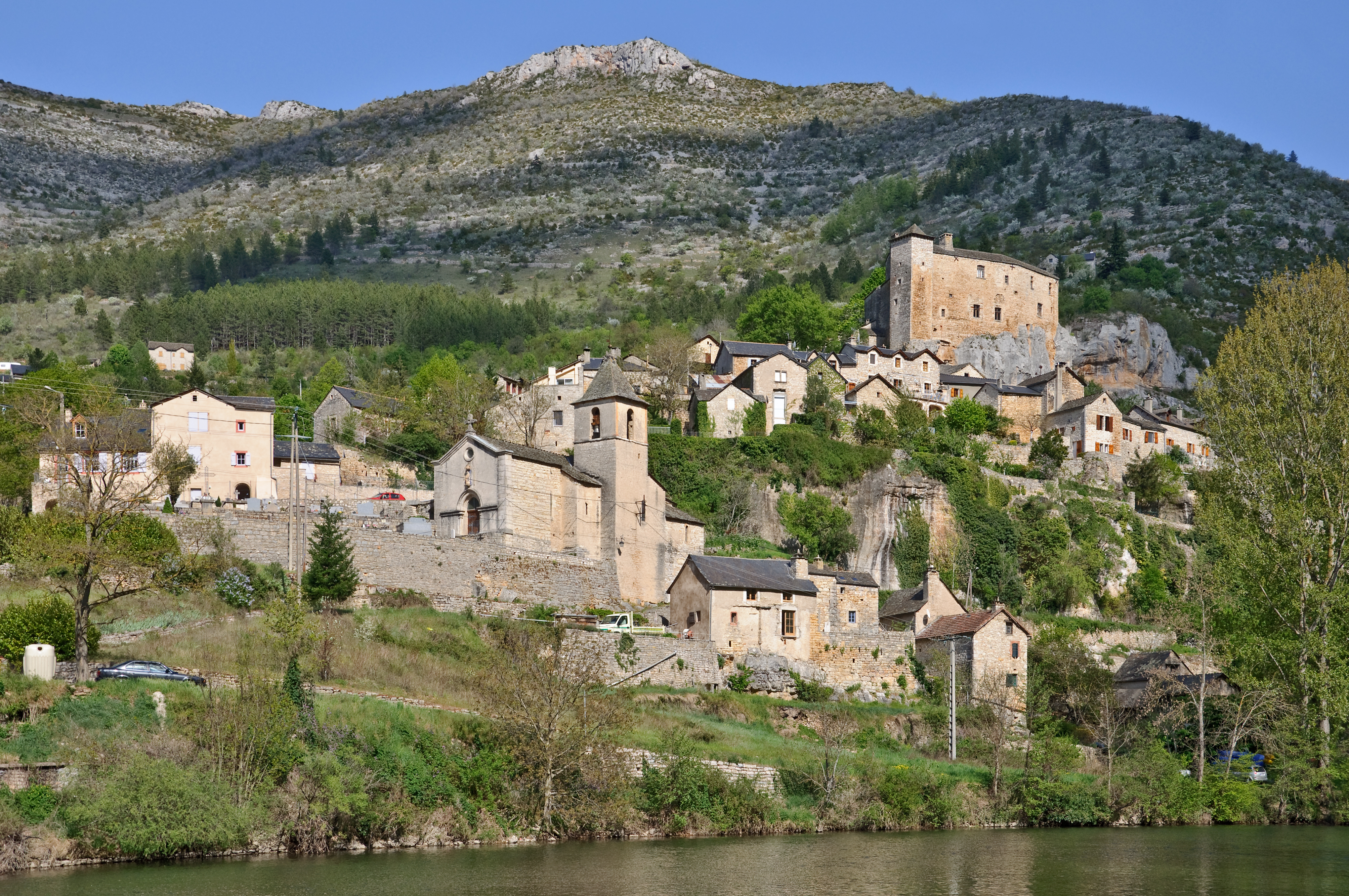
Le château de Prades.

#### Hauterives
Le village de Hauterives est le plus distant de Sainte-Enimie (10 km en aval du Tarn). Il est situé sur la rive gauche du Tarn, et on ne peut l'atteindre depuis l'autre rive qu'en traversant la rivière en barque. Le village est surmonté d'un château, utilisé dès le XIe siècle pour surveiller le passage dans les gorges.

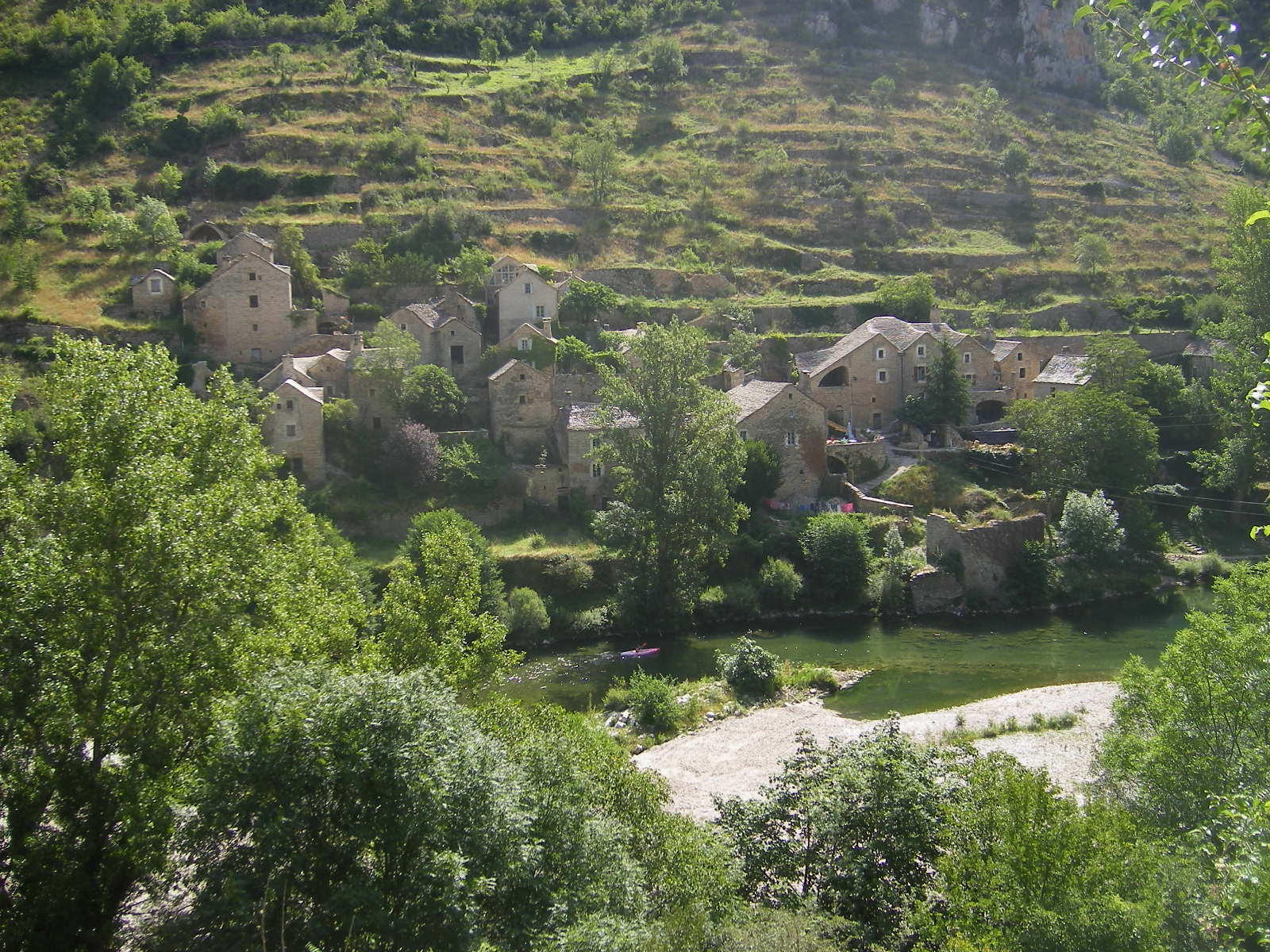
Vue du hameau de Hauterives.

#### Le domaine départemental de Boissets
Le domaine départemental de Boissets est un ancien hameau caussenard situé sur le causse de Sauveterre, aujourd'hui inhabité et ayant cessé son activité agricole. 
C'est actuellement un site culturel, Haut lieu de l'agropastoralisme en Lozère et centre d'interprétation de la vie caussenarde. C'est à proximité qu'ont été tournés les films Le Frère du guerrier et Michael Kohlhass.

#### Pougnadoires
Le village de Pougnadoires présente lui aussi la particularité d'être troglodyte.

#### Saint-Chély-du-Tarn
Le nom Saint-Chély provient d'une mécoupure de l'occitan Sanch Eler, à savoir Saint Hilaire. En effet, le nom se prononce localement Sanch Ili, ce qui a donné Saint-Chély. L'évêque Gabale avait donc probablement des liens avec ce village.
Ce village se situe sur la rive gauche du Tarn et est relié à la rive droite par un pont construit au début du XXe siècle. Saint-Chély du Tarn possède un patrimoine riche, à savoir une église romane et la Chapelle de Cénaret (semi-troglodytique), datant toutes deux du XIIe siècle.
Saint-Chély-du-Tarn faisait partie d'une ancienne commune portant ce même nom. Cette commune a été déplacée et rebaptisée en 1972, devenant la commune de Mas-Saint-Chély.

Du fait de ce déplacement de territoire communal en 1972, le village de Saint-Chély-du-Tarn s'est trouvé situé dans la commune de Sainte-Enimie qui elle-même a été intégrée en 2017 à la commune nouvelle de Gorges du Tarn Causses.

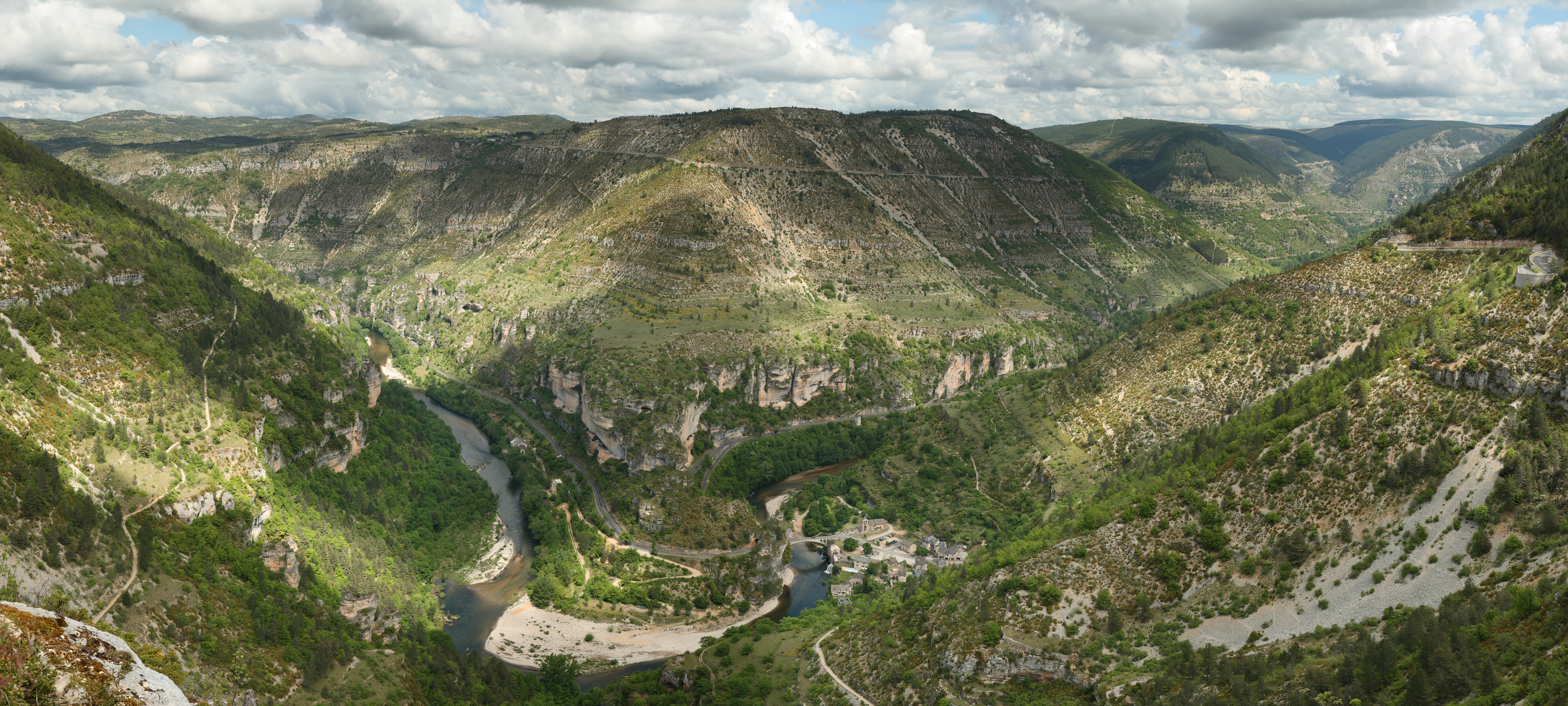
Le village de Saint-Chély-du-Tarn.
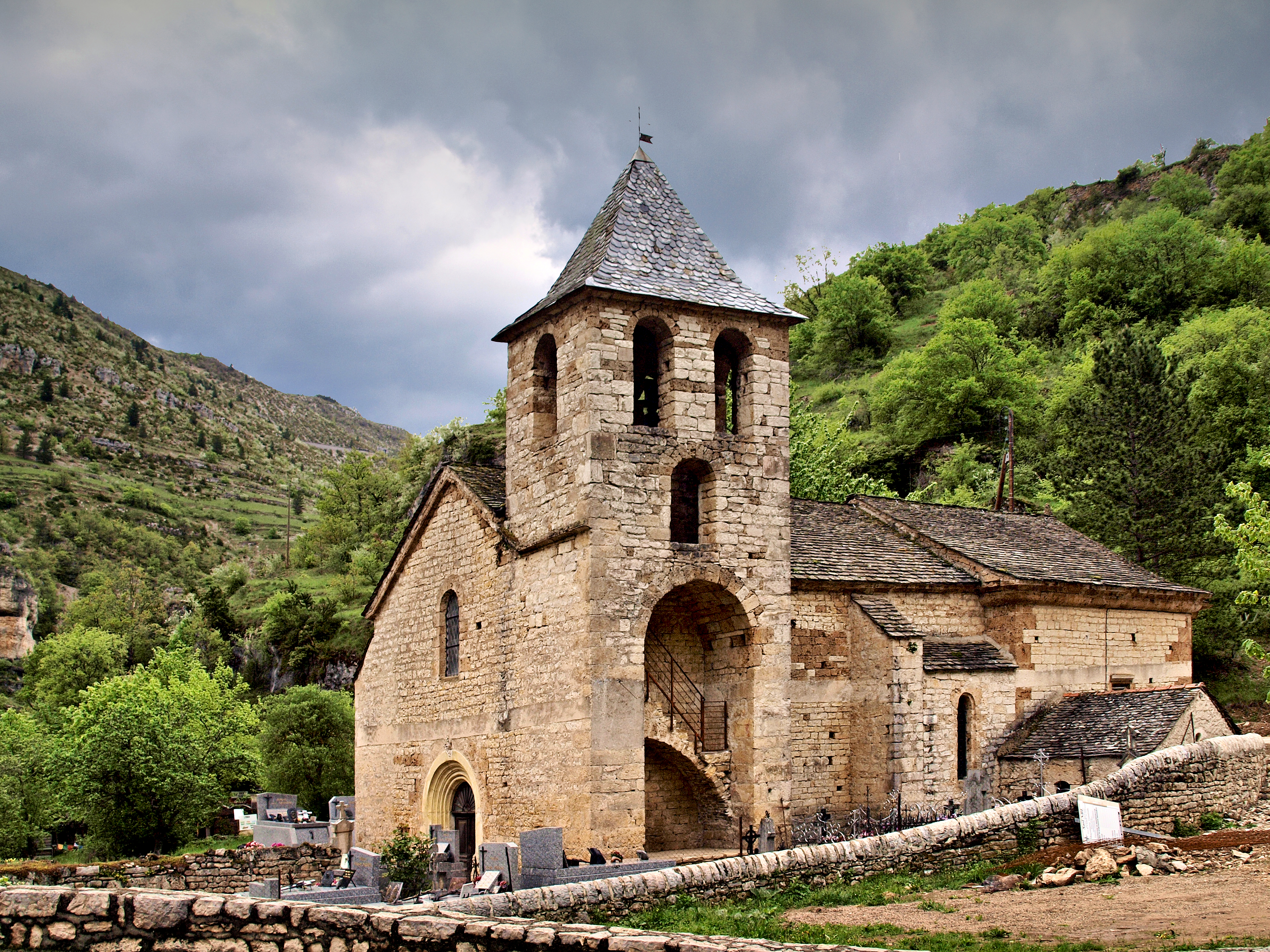
L'église du village.

### Hydrographie
Le Tarn traverse la commune, un kilomètre environ en amont de Castelbouc, arrose Prades, Sainte-Enimie, Saint-Chély-du-Tarn, et quitte la commune à la sortie du cirque de Pougnadoires.
Au cours de sa traversée, il reçoit les eaux de plusieurs petits cours d'eau.

### Climat
Le climat de la localité est d'après la classification de Köppen de type Cfb (océanique à été tempéré). Cependant d'après la classification de Gaussen, le climat serait marginalement supra-méditerranéen avec un mois presque sec (P < 2T). En juillet, les précipitations sont de 41 mm alors que la température moyenne est de 20 °C. Les précipitations annuelles sont de 689 mm tandis que la température moyenne annuelle est 11,7 °C.

### Voies de communication et transports
La commune est accessible par les routes départementales 907bis, 986, 998. Par ailleurs, elle est traversée par le sentier de grande randonnée (GR 60) qui constitue localement un tronçon du chemin de Saint-Guilhem-le-Désert.

## Histoire
La commune tire son nom d'Énimie, princesse mérovingienne et sainte du VIIe siècle dont la légende prit place dans les environs ; cependant, la graphie retenue pour le nom officiel de la commune ne comporte pas d'accent sur le « E ».

### Néolithique
Le causse de Sauveterre porte les traces d'une habitation très ancienne, avec une forte concentration de dolmens, aux limites entre la commune de Sainte-Enimie et de celle de Chanac.

### Époque gallo-romaine
C'est vers la fin de l'époque gallo-romaine que la cité du bord du Tarn prend son nom de Burlatis.

### Haut Moyen Âge
Le haut Moyen Âge est marqué par la légende d'Énimie, la princesse atteinte de la lèpre. Fille de Clotaire II, sœur de Dagobert Ier, ayant donc vécu au VIIe siècle. Énimie aurait guéri de la lèpre dont elle était atteinte, grâce aux eaux de la source de la Burle. Nommée abbesse, elle aurait fondé un monastère, autour duquel le village s'est développé.

### Moyen Âge
La petite bourgade médiévale de Sainte-Enimie se développe autour du monastère bénédictin fondé en 951 par Étienne I, évêque de Mende. L'implantation d’une communauté de moines bénédictins marque une période de prospérité économique pour ce haut lieu spirituel.
L'édification du nouveau monastère se termine au XIe siècle. Des recherches historiques authentifient alors l'histoire de la bienheureuse Énimie et un culte lui est consacré. En 1060, un moine aurait retrouvé le tombeau d'Énimie.
Au XIIIe siècle, le prieur du village commande au troubadour Bertran de Massilha, la réécriture d'un poème latin relatant la vie d’Énimie. Ce poème, qui vante les mérites de la sainte, est déclamé dans toute la région. De nouveau, les pèlerins affluent.
Par le biais de dotations, les biens du monastère s'accroissent. Les habitants des gorges travaillent les versants défrichés des causses de Sauveterre et Méjean. Ils édifient des terrasses inclinées (les faïsses), plantent des vignes, des amandiers, des arbres fruitiers. Les causses, traditionnellement voués à l'élevage ovin, procurent le lait et ses dérivés ainsi que la laine (tissée dans la vallée). Des échanges transversaux entre les gorges et les causses permettent la survie de tous.
La situation de la bourgade sur des voies de communication ancestrales (draille d'Aubrac, rivière, Camin Romieu ou Camin Ferrat) constitue un atout majeur pour la circulation des pèlerins et des marchandises. L'édification d'un pont vers le XIIIe siècle facilite les transhumances et le transport des marchandises.

### DuXVIIesiècleà la Révolution française
À la Révolution française, le pouvoir de l'Église décline, les moines quittent le village, ce qui entraîne inexorablement la ruine du monastère de Sainte-Enimie.
En 1793, pendant la Convention, le village est renommé, comme beaucoup en ce temps-là, et prend le nom de Puy-Roc. Cependant les habitants sont très attachés à leur princesse, et ne tardent pas à lui redonner l'hommage, en rebaptisant le village.

### Depuis leXIXesiècle
Au XXe siècle, la mécanisation et le phylloxéra font disparaître progressivement les vignobles en terrasses.
En 1905, l'ouverture de l’actuelle route des gorges du Tarn induit un désenclavement partiel de la région.
Les conflits du début du XXe siècle et l'industrialisation vident le pays de la population active. Après la dévaluation de la laine, les Caussenards restructurent l'élevage ovin, au profit des races à lait et à viande.
Dans les années cinquante, Sainte-Enimie et les gorges s'orientent vers une nouvelle ère économique fondée sur le tourisme. L'autoroute A75, qui relie les villes de Clermont-Ferrand à Montpellier, désenclave aujourd'hui la région dans sa totalité.
Au début des années 2000, 250 personnes habitent le village même de Sainte-Enimie à l’année. La commune, quant à elle, compte 500 habitants : elle comprend 25 hameaux et villages (Sauveterre, Champerboux, Saint-Chély-du-Tarn, Pougnadoires, etc.).

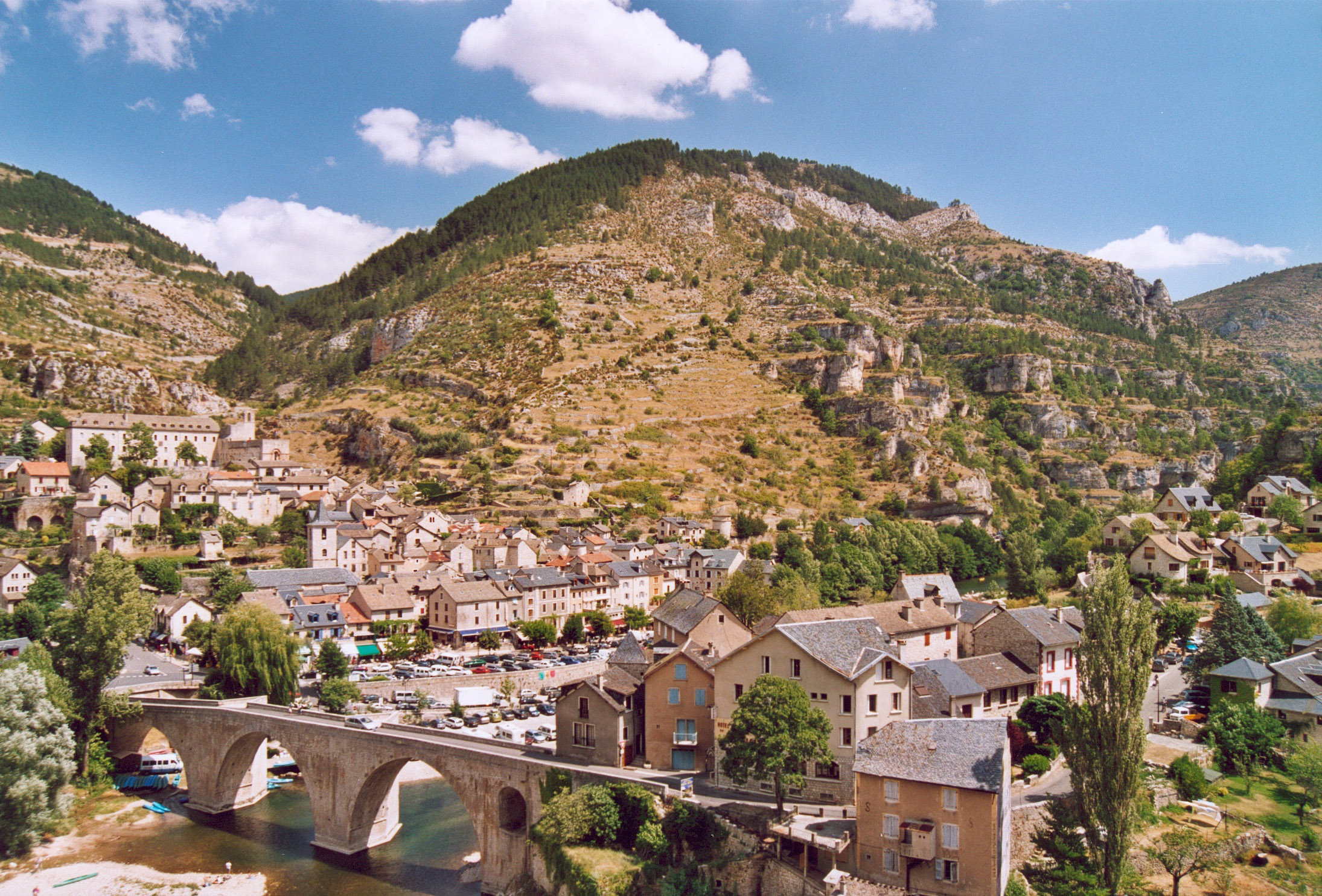
Sainte-Enimie.
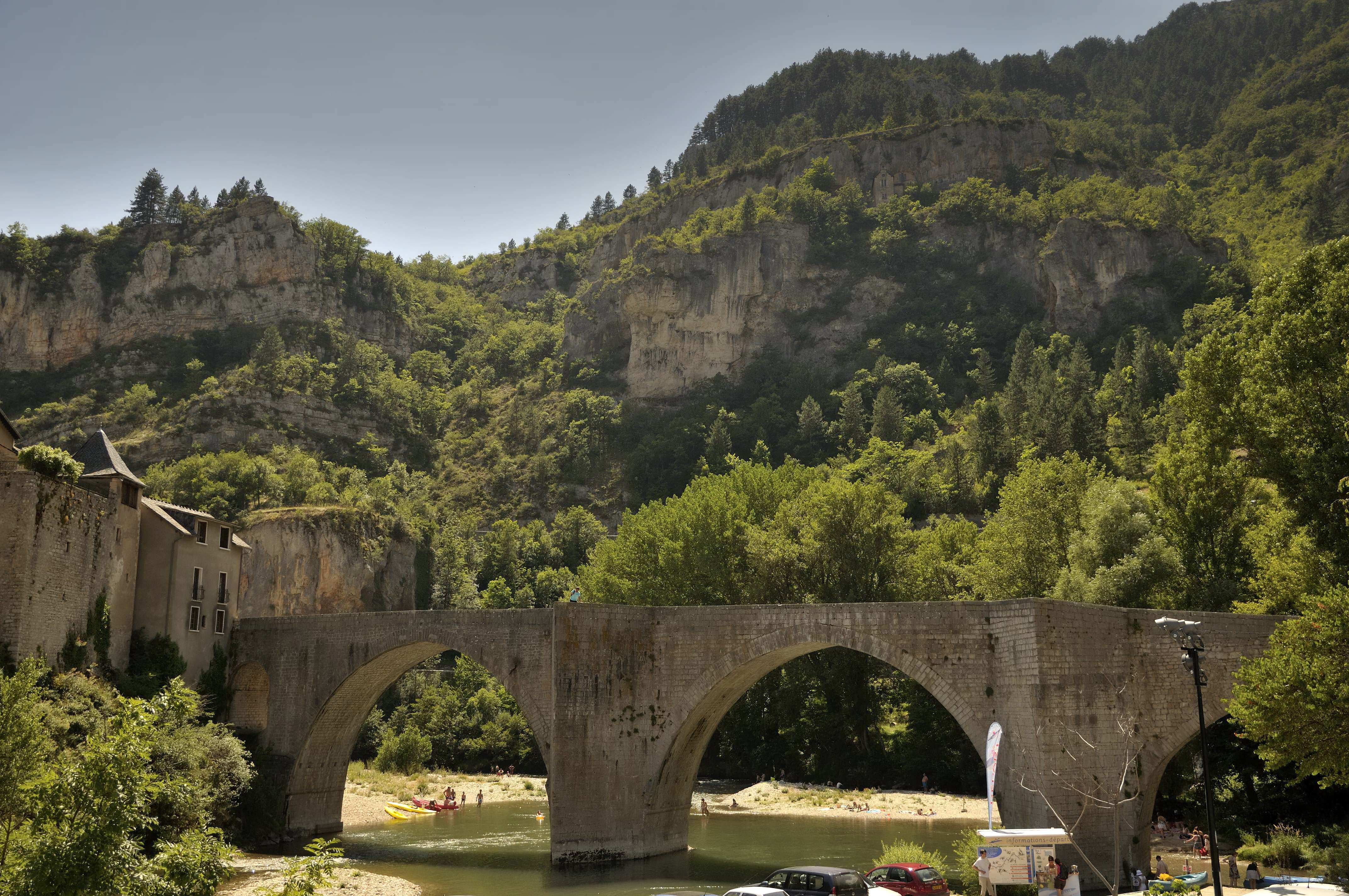
Le pont sur le Tarn.
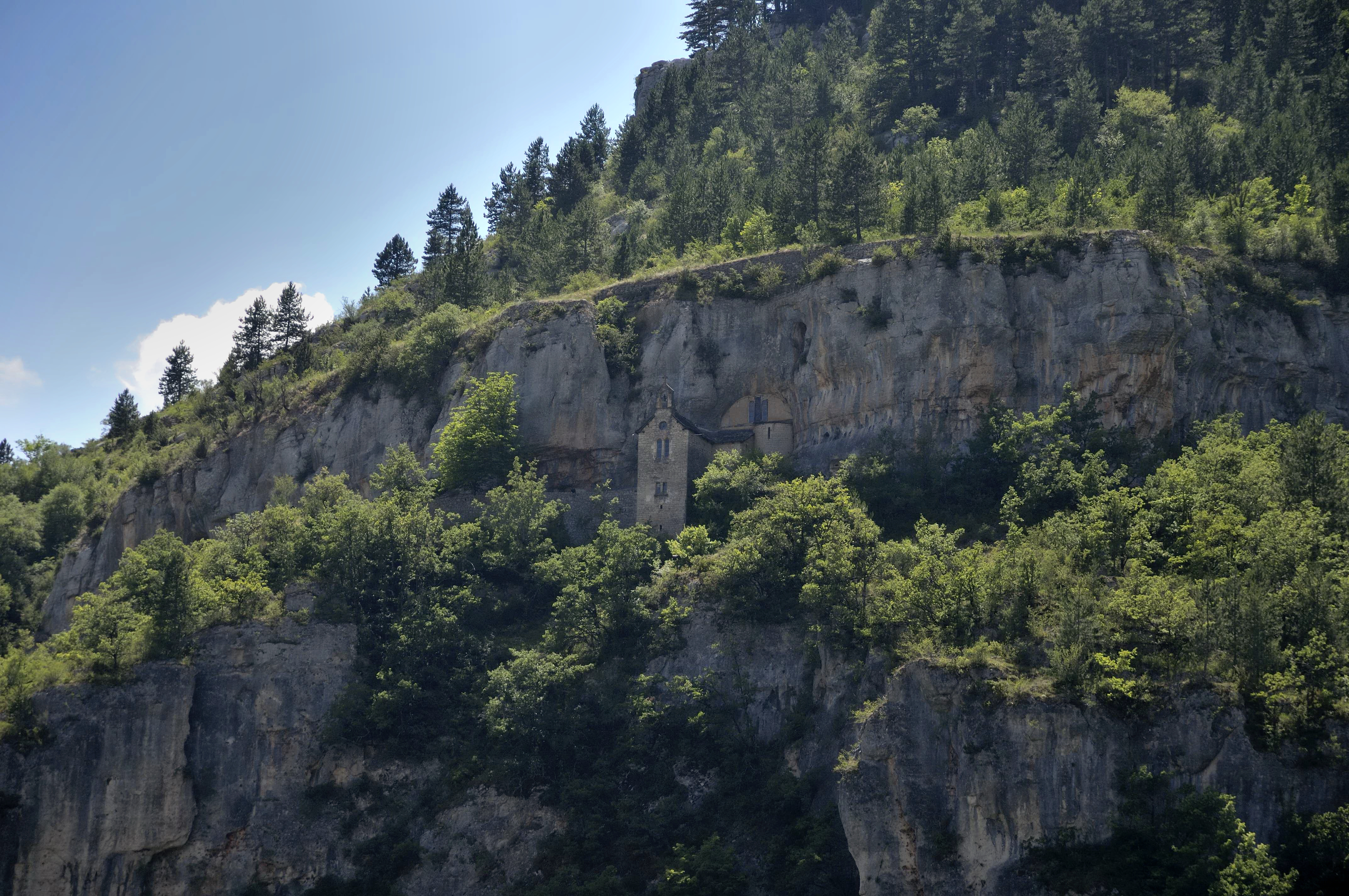
L'ermitage.
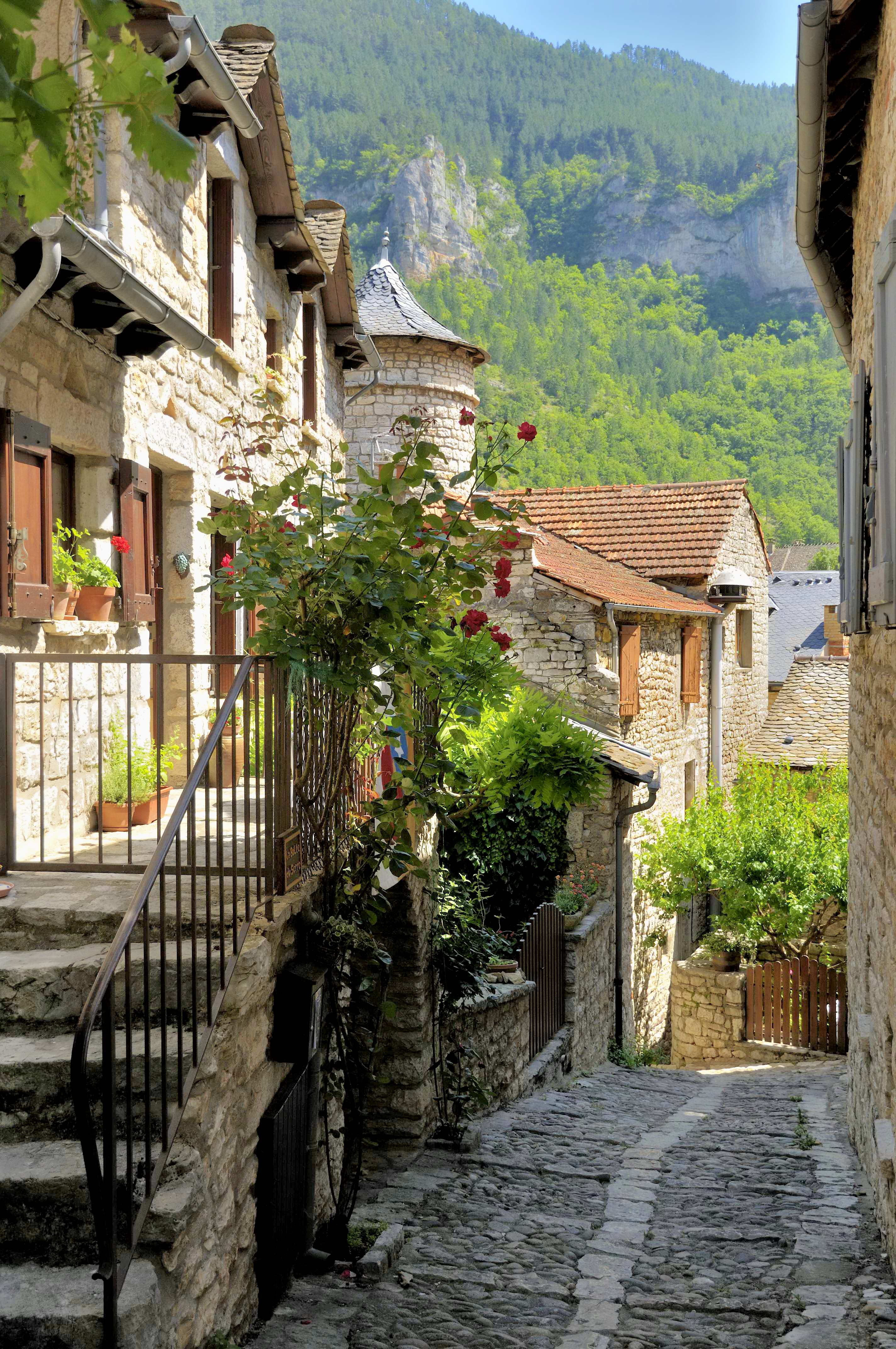
La calade.
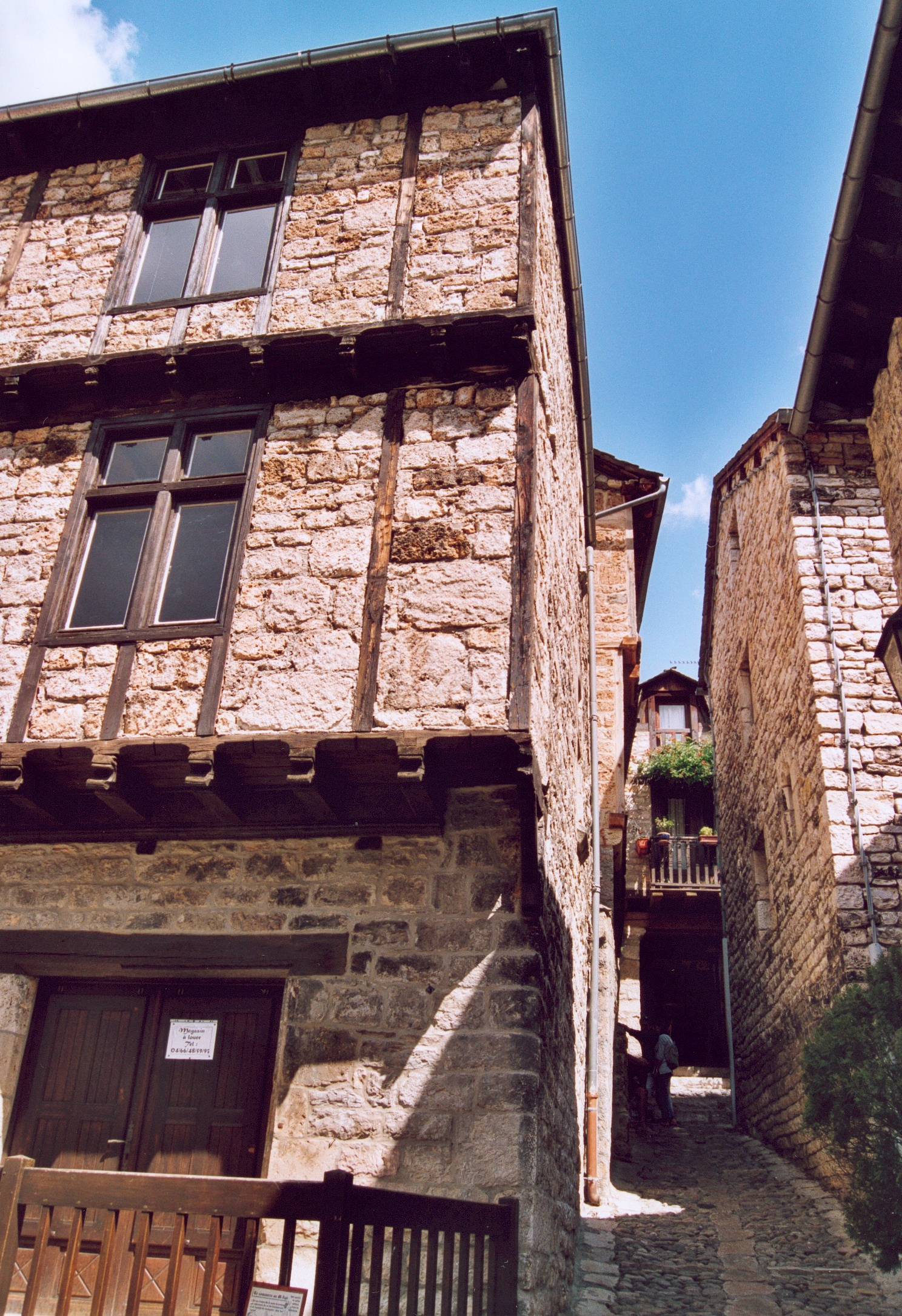
Vue du village.
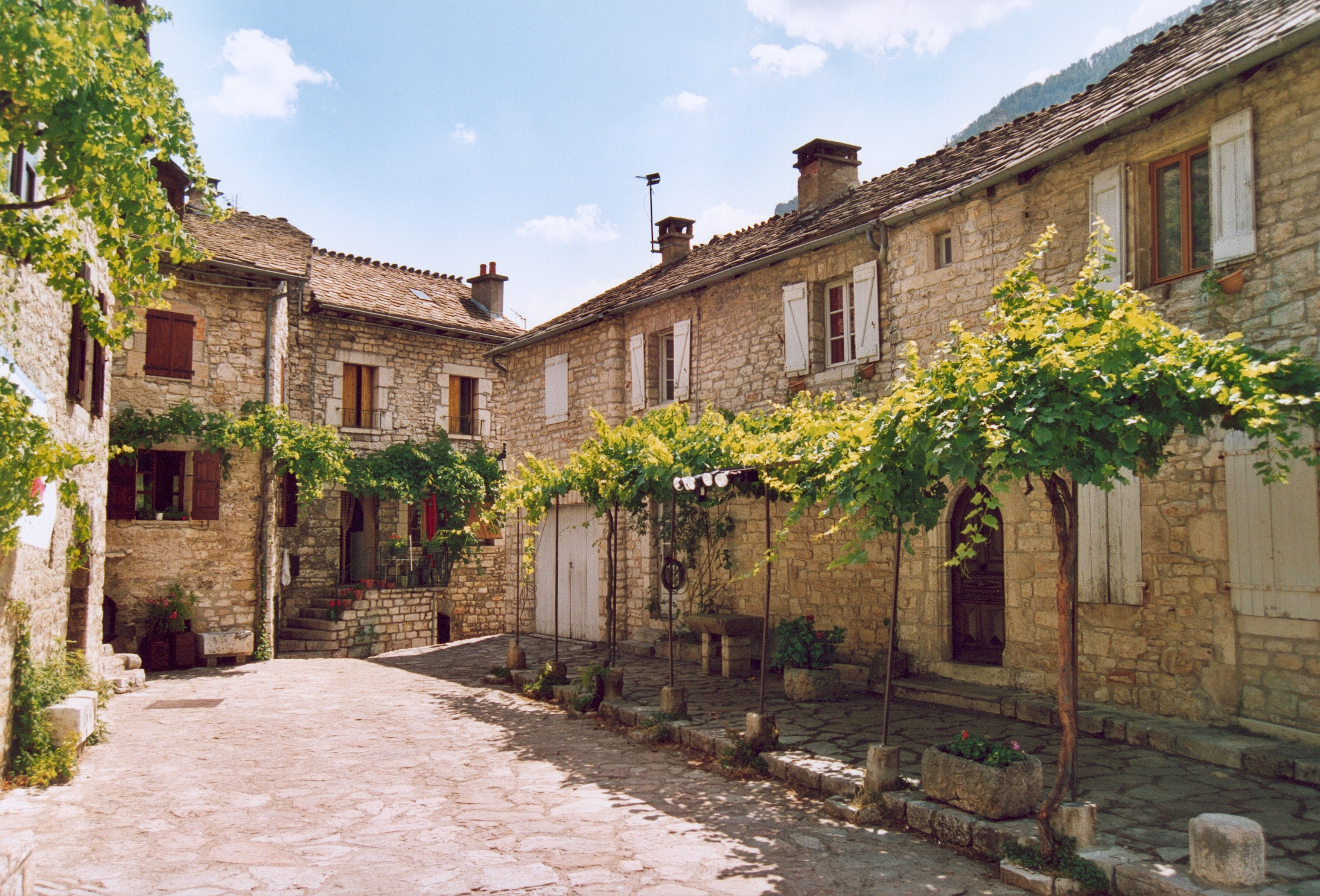
Vue du village.
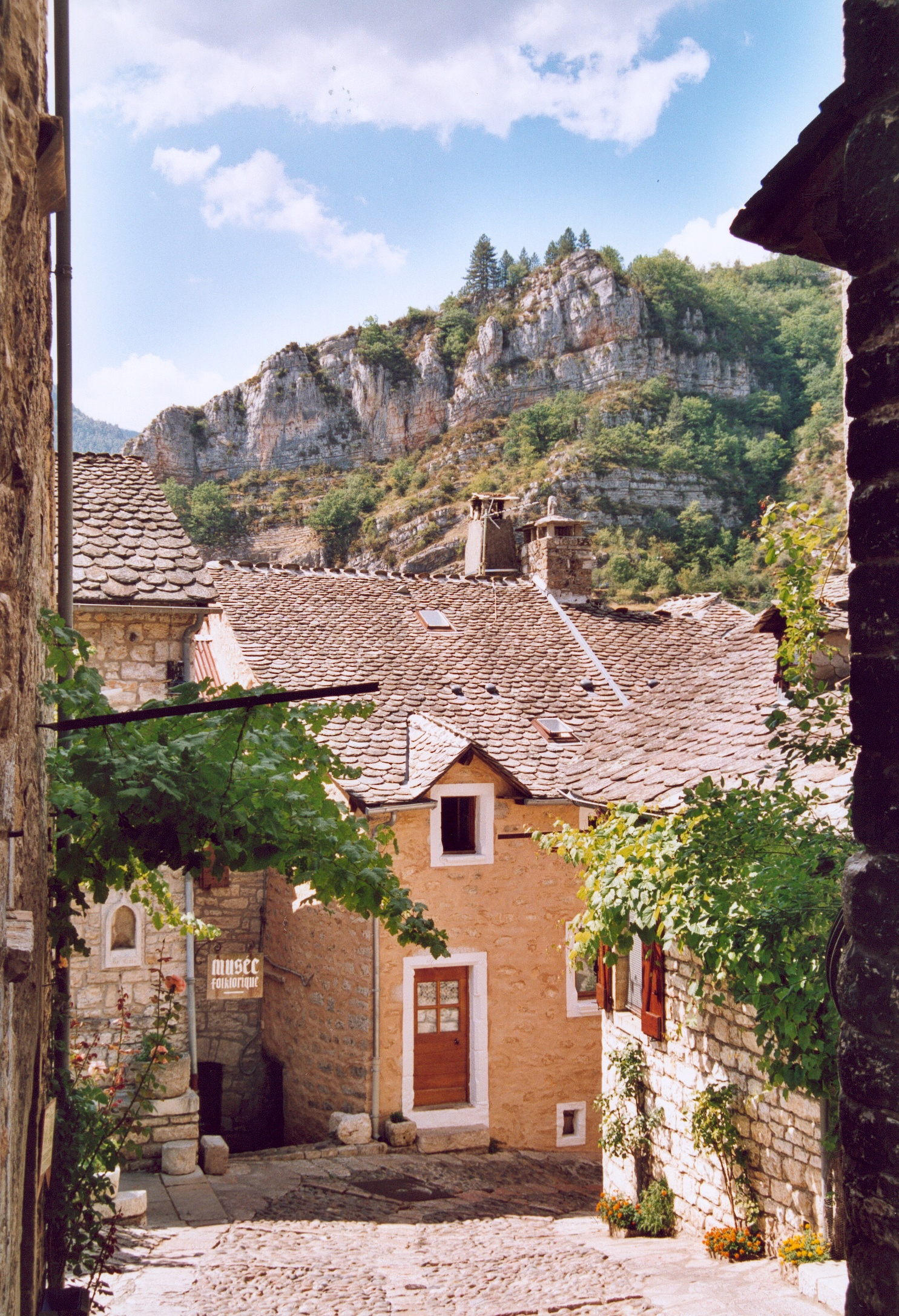
Vue du village.
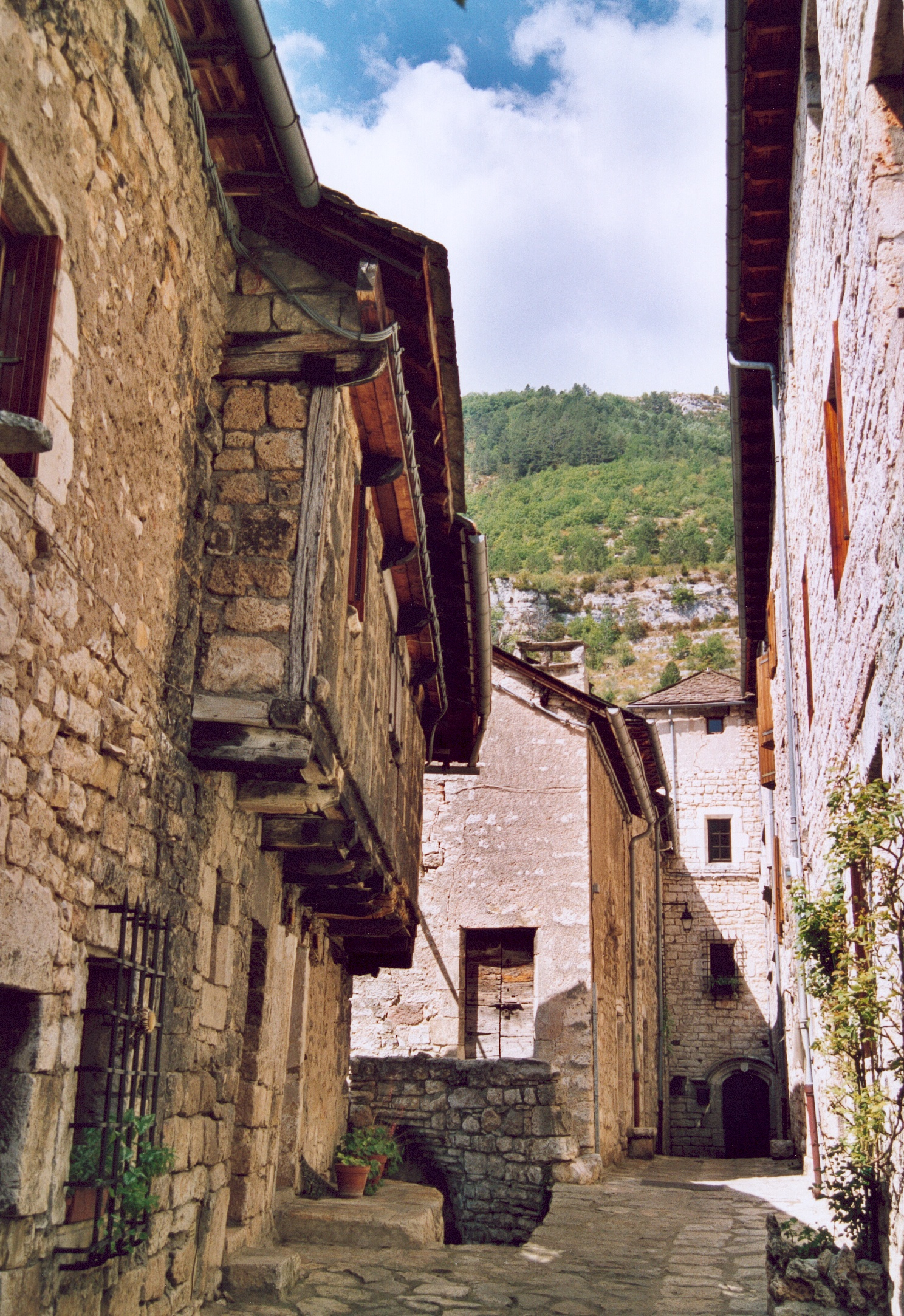
Vue du village.

## Politique et administration

### Liste des maires
| Période    | Période       | Identité        | Étiquette | Qualité                        |
| ---------- | ------------- | --------------- | --------- | ------------------------------ |
| avant 1995 | ?             | Michel Galibert | DVD       |                                |
| 2001       | 2008          | Maurice Pagès   |           |                                |
| 2008       | 2014          | François Gaudry | DVG-FG    | Conseiller général (2010-2015) |
| 2014       | décembre 2016 | Alain Chmiel    |           |                                |

| Période | Période  | Identité       | Étiquette | Qualité |
| ------- | -------- | -------------- | --------- | ------- |
| 2017    | 2020     | Alain Chmiel   |           |         |
| 2020    | En cours | Jaclyn Malaval |           |         |

## Population et société

### Démographie
L'évolution du nombre d'habitants est connue à travers les recensements de la population effectués dans la commune depuis 1793. À partir du 1er janvier 2009, les populations légales des communes sont publiées annuellement dans le cadre d'un recensement qui repose désormais sur une collecte d'information annuelle, concernant successivement tous les territoires communaux au cours d'une période de cinq ans. 
Pour les communes de moins de 10 000 habitants, une enquête de recensement portant sur toute la population est réalisée tous les cinq ans, les populations légales des années intermédiaires étant quant à elles estimées par interpolation ou extrapolation. Pour la commune, le premier recensement exhaustif entrant dans le cadre du nouveau dispositif a été réalisé en 2005,.
En 2014, la commune comptait 529 habitants, en évolution de +0,76 % par rapport à 2009 (Lozère : −1,04 %, France hors Mayotte : +2,49 %).
| 1793  | 1800  | 1806  | 1821  | 1831  | 1836  | 1841  | 1846  | 1851  |
| ----- | ----- | ----- | ----- | ----- | ----- | ----- | ----- | ----- |
| 1 130 | 1 160 | 1 142 | 1 153 | 1 219 | 1 182 | 1 194 | 1 253 | 1 230 |

| 1856  | 1861  | 1866  | 1872  | 1876  | 1881  | 1886  | 1891  | 1896  |
| ----- | ----- | ----- | ----- | ----- | ----- | ----- | ----- | ----- |
| 1 189 | 1 151 | 1 118 | 1 039 | 1 063 | 1 030 | 1 032 | 1 072 | 1 044 |

| 1901  | 1906 | 1911 | 1921 | 1926 | 1931 | 1936 | 1946 | 1954 |
| ----- | ---- | ---- | ---- | ---- | ---- | ---- | ---- | ---- |
| 1 002 | 921  | 864  | 644  | 624  | 623  | 611  | 554  | 514  |

| 1962 | 1968 | 1975 | 1982 | 1990 | 1999 | 2005 | 2010 | 2014 |
| ---- | ---- | ---- | ---- | ---- | ---- | ---- | ---- | ---- |
| 512  | 436  | 564  | 491  | 473  | 509  | 512  | 527  | 529  |

## Culture locale et patrimoine

### Lieux et monuments

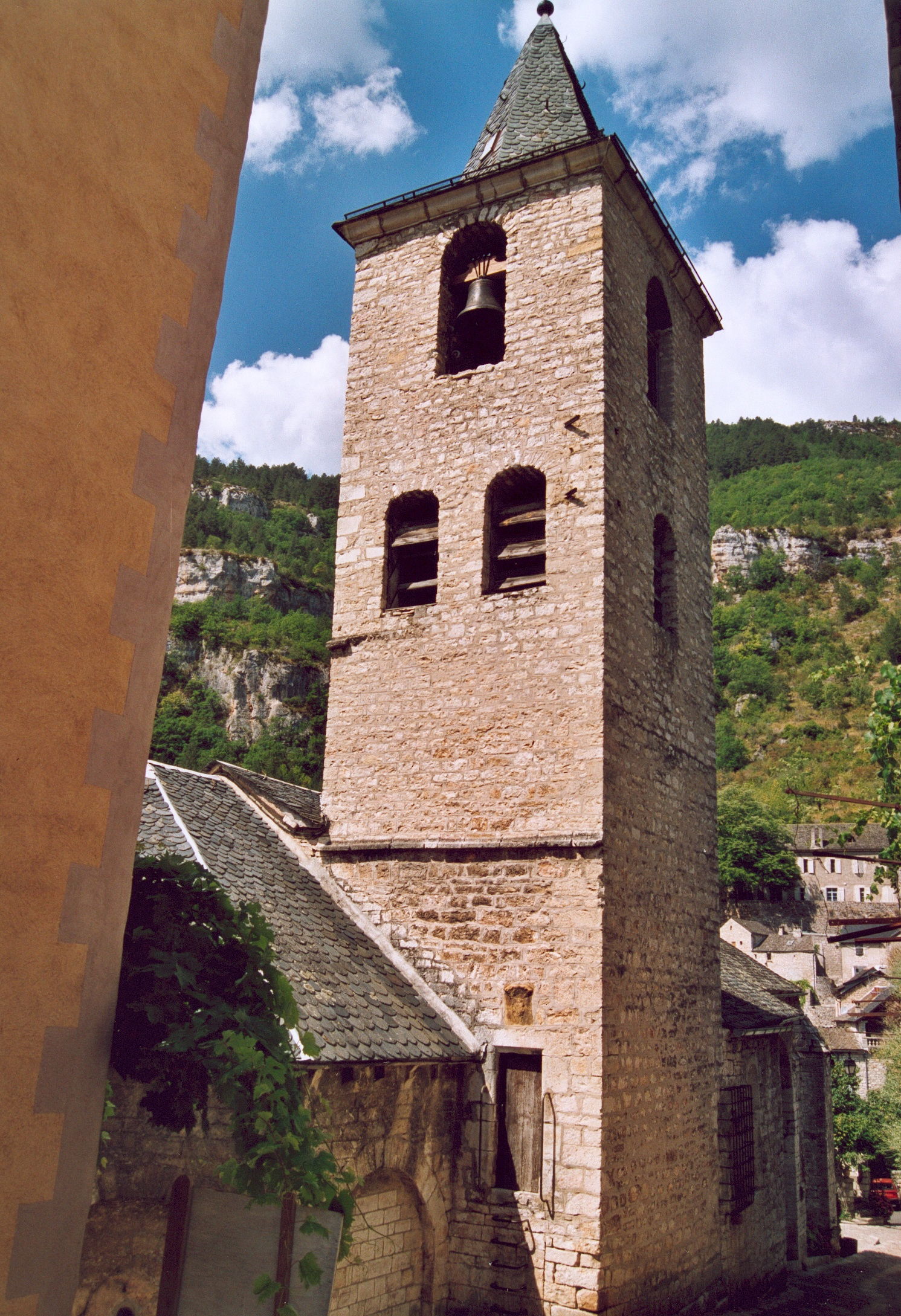
L'église Notre-Dame-du-Gourg.

- Les constructions en pierre sèche de Sainte-Enimie sont considérées comme un "exemple les plus purs" de ce genre par l'architecte Auguste Perret (maitre du béton armé, mais famille de tailleurs de pierres) (Entretien Radio-Paris, avec M. Gauthier, 23 novembre 1936).

- L' église Notre-Dame-du-Gourg. du XIVe siècle où l'on pourra apprécier les diverses statues de bois et de pierre des XIIe et XVe siècles, sans oublier la céramique retraçant la vie d'Énimie.
- Le  monastère fortifié : une abbaye dont il ne reste aujourd'hui que trois salles à savoir l'entrée, la crypte et la salle capitulaire.
- L'ermitage de Sainte Enimie, une grotte, a été aménagé au fil des siècles et des pèlerinages. Il abrite aujourd'hui une chapelle.
- La source de la Burle : c'est dans cette source qu'Énimie se serait baignée, et aurait été guérie de la lèpre. C'est par ailleurs cette source qui avait donné son nom primitif au village de Burlatis. Cette source est de type vauclusien.
- L'ensemble mégalithique de l'Aire des Trois-Seigneurs.
- La Croix de Sainte Enimie.
- La Croix de Champerboux.
- Le château de Prades.
- L'église Notre-Dame-de-l'Assomption de Saint-Chély-du-Tarn, située dans l'ancienne commune de Saint-Chély-du-Tarn. L'édifice est classé au titre des monuments historiques en 1984[17].
- La chapelle Notre-Dame-de-Cénaret de Saint-Chély-du-Tarn.

### Patrimoine naturel
Sainte-Enimie fait partie d'un territoire offrant un patrimoine environnemental remarquable, avec des paysages particuliers et des villages d'architecture typique. Outre sa présence parmi les « plus beaux villages de France », Sainte-Enimie se situe en effet :
- en zone centrale de la Réserve de biosphère des Cévennes[18] ;

- au cœur des gorges du Tarn qui sont classées site NATURA 2000 sous le n° FR9110105 - GORGES DU TARN ET DE LA JONTE (ZPS) depuis janvier 1997 ;
- dans la Zone de protection spéciale (ZPS) qui recouvre certes le vaste ensemble des gorges du Tarn et de la Jonte, canyons entaillant les plateaux calcaires des causses méridionaux, mais qui intègre également dans son périmètre les causses de Sauveterre et du Méjean [19].

La commune est par ailleurs adhérente du Parc national des Cévennes depuis la création par décret du 2 septembre 1970.

#### Sept ZNIEFF
La commune recense sept espaces naturels terrestres de grand intérêt, classés en Zone naturelle d'intérêt écologique, faunistique et floristique (1re génération) :
- Causse de Sauveterre - ZNIEFF910015711 - Causse de Sauveterre[21]
- Causse Méjean - ZNIEFF910007335 - CAUSSE MEJEAN[22]
- Gorges du Tarn - ZNIEFF730011172 - GORGES DU TARN (GORGES SUPERIEURES)[23]
- Gorges supérieures du Tarn - ZNIEFF910007340 - GORGES SUPERIEURES DU TARN[24]
- Gorges supérieures du Tarn du Rozier à Montbrun - ZNIEFF910007339 - GORGES SUPERIEURES DU TARN DU ROZIER A MONTBRUN[25]
- Lavogne de Boisset - ZNIEFF910015713 - Lavogne de Boisset[26]
- Plaine de Chanet - ZNIEFF910007333 - PLAINE DE CHANET[27]

### Héraldique
|  | Le blasonnement de Sainte-Enimie est : d'azur à l'écusson d'or chargé de six tourteaux de gueules en orle, accompagné de trois fleurs de lys aussi d'or, au chef bastillé de cinq pièces cousu de gueules chargé d'une couronne à l'antique d'or, accostée de deux lys de jardin d'argent, tigés et feuillés d'or, mouvant du trait du chef. |